# 지미 셔길
지미 셰르길(Jimmy Shergill, 1970년 12월 3일 ~ )은 인도의 배우이다.